# Limnoperna sambasensis
Limnoperna sambasensis is een tweekleppigensoort uit de familie van de Mytilidae. De wetenschappelijke naam van de soort is voor het eerst geldig gepubliceerd in 1903 door Dautzenberg.